# Søster Palsang Amor
|  | Denne artikel er oprettet af botten PalnaBot ud fra en ekstern database. Den kan derfor have sproglige fejl eller mangler. Denne skabelon kan fjernes efter kontrol af indholdet. |

Søster Palsang Amor er en dansk dokumentarfilm fra 2004 instrueret af Anne Hovad Fischer og Malene Choi Jensen.

## Handling
Filmen tager med os med højt op Himalaya til et buddhistisk kloster, hvor vi møder nonnen, søster Palsang Amor: hun tager os med rundt i omgivelserne og ind i klostret for at følge hverdagen. Filmen kan ses som et billede af buddhismens religiøse kultur med arbejde og bøn, men den kan også knyttes til den sammenhæng vi får ved landets geografiske placering og dets natur og kultur.